# The Beauty in Black
The Beauty in Black (ang. Piękność w Czerni) – wydany w 1995 r. maxi singel szwedzkiego zespołu Therion. Singel, pierwszy w historii grupy, został nagrany w Music Lab Studio w Berlinie w 1994 r. Promuje album Lepaca Kliffoth.

## Okładka
Zdjęcie: Anna Diebitsch Antoni.

## Lista utworów
1. "Arrival of the Darkest Queen"
2. "The Beauty in Black"
3. "Evocation of Vovin"
4. "The Veil of Golden Spheres"

## Twórcy albumu
- Christofer Johnsson – gitara, wokal, instrumenty klawiszowe
- Piotr Wawrzeniuk – perkusja
- Fredrik Isaksson – gitara basowa

Ponadto:
- Hans Groning - wokal bas-baryton ("The Beauty in Black", "Evocation of Vovin")
- Claudia Maria Mokri - wokal sopranowy ("The Beauty in Black", "Evocation of Vovin")